# Goriška divizija
Goriška divizija je bila partizanska divizija, ki je delovala v sklopu NOV in POJ v Jugoslaviji med drugo svetovno vojno.

## Zgodovina
Divizija je bila ustanovljena 6. oktobra 1943. Ob ustanovitvi je divizija imela štiri brigade ter okoli 3.100 borcev.
27. decembra 1943 je bila preimenovana v 32. divizijo.

## Sestava
Oktober 1943
- Gregorčičeva brigada
- 18. (soška) brigada (NOVJ)
- Kosovelova brigada
- 20. (soška) brigada (NOVJ)

## Poveljstvo
Poveljniki
- Albert Jakopič

Politični komisarji
- Rudolf Mahnič